# توم مانكيفيتس
توم مانكيفيتس (بالإنجليزية: Tom Mankiewicz)‏ (و. 1942 – 2010 م) هو مخرج أفلام، وكاتب سيناريو أمريكي، ولد في لوس أنجلوس، توفي في لوس أنجلوس، عن عمر يناهز 68 عاماً، بسبب سرطان البنكرياس.

## التعليم
تعلم في مدرسة ييل للدراما.

## وصلات خارجية
- توم مانكيفيتس على موقع IMDb (الإنجليزية)
- توم مانكيفيتس على موقع ألو سيني (الفرنسية)
- توم مانكيفيتس على موقع أول موفي (الإنجليزية)
- توم مانكيفيتس على موقع قاعدة بيانات برودواي على الإنترنت (الإنجليزية)
- توم مانكيفيتس على موقع قاعدة بيانات الأفلام السويدية (السويدية)
- توم مانكيفيتس على موقع قاعدة بيانات الفيلم (الإنجليزية)
- توم مانكيفيتس على موقع كينوبويسك (الروسية)